# Super Hexagon
Super Hexagon — независимая компьютерная игра в жанре экшен, разработанная и изданная Терри Каваной для iOS в 2012 году. Геймплей заключается в избегании столкновений треугольника, управляемого игроком, со случайно появляющимися препятствиями на шести различных уровнях. Игра получила высокие оценки и была номинирована на несколько наград.
Разработка игры началась с прототипа для геймджема Pirate Kart V. После Терри решил использовать 3D, улучшался геймплей, были записаны новые композиции. Уже после релиза Super Hexagon была портирована на множество других платформ, включая Windows и Android. Ещё до выпуска на ПК у неё появился открытый клон, а потом она послужила вдохновением для других независимых разработчиков. На десятилетний юбилей с релиза игры Терри рассказал, что, возможно, в будущем выпустит исходный код Super Hexagon.

## Игровой процесс

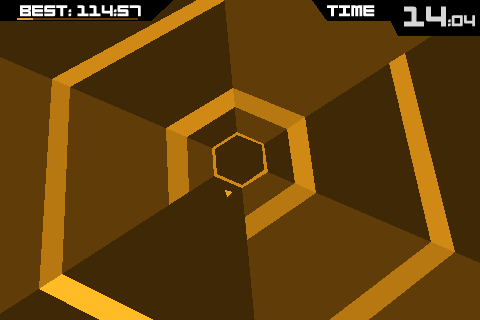
Игровой процесс Super Hexagon на iOS.
На скриншоте представлена C-образная структура — один из самых частых паттернов препятствий в игре

В Super Hexagon игроку предстоит управлять небольшим треугольником, который может ходить по или против часовой вокруг центрального шестиугольника. Сам шестиугольник вращается и регулярно меняет направление своего вращения. Целью игры является избегание остановки треугольника надвигающимися препятствиями на протяжении как можно большего промежутка времени. Если игрок сталкивается с передней стороной одного из препятствий, то игра заканчивается. Все рекорды отслеживаются на доске лидеров, на которой игроки могут просматривать мировые рекорды.
В игре имеется 6 уровней: 3 обычных и 3 в «гиперрежиме» — усложнённых версий, открывающихся после того, как игрок сможет выстоять минуту на более простых аналогах. Для полного прохождения Super Hexagon и открытия «истинной» концовки игроку необходимо продержаться на протяжении как минимум 60 секунд на всех 6 уровнях. Уровни состоят из случайно расположенных заранее заготовленных паттернов препятствий, различных от уровня к уровню. Они также отличаются между собой цветовыми схемами, причём на некоторых из них цвета постоянно меняются.

## Разработка

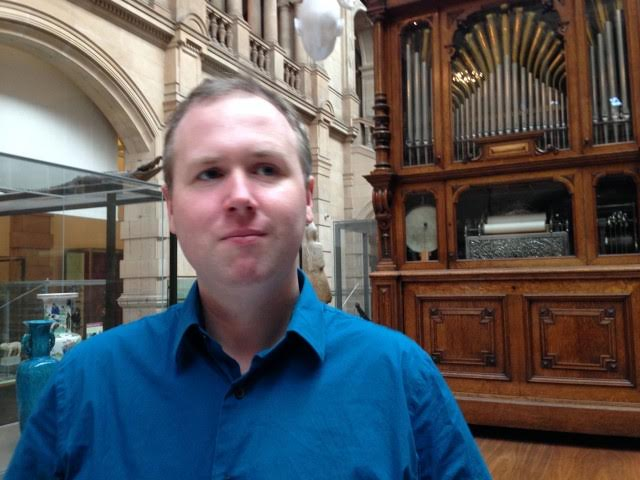
Терри Кавана, разработчик игры

Изначальный прототип игры, носивший название Hexagon, был разработан Терри в феврале 2012 года для сорокавосьмичасового геймджема Pirate Kart V. Разработчик увидел в нём потенциал и решил дальше развивать его на время перерыва от другого более крупного проекта. По его словам, «как и все игры для геймджемов, [Hexagon] была не до конца изученной, неотполированной и немного сломанной».
Терри начал экспериментировать с различными идеями. В какой-то момент он попробовал сделать игру трёхмерной. Поначалу результат казался ему странным, но «клёвым», однако после Терри решил оставить 3D, потому что так игра начала заметно отличаться от оригинального прототипа. При этом он столкнулся с проблемами с оптимизацией, для решения которых он стал использовать Stage3D. Однажды Терри решил попробовать сделать четвёртый уровень с двенадцатиугольником, но он ощущался неинтересным из-за перегруженности. К началу июля началось бета-тестирование игры, в котором принимали участие друзья разработчика. 30 августа Терри сообщил, что работа над Super Hexagon завершена, и объявил, что она будет выпущена 6 сентября, но по ошибке игра была доступна к покупке на протяжении нескольких часов уже в тот же день.
Основные отличия от прототипа затрагивали игровой процесс. Была увеличена сложность игры. Многие правки осуществлялись на основе субъективного ощущения во время игры. В интервью Джейсону Киллинсуорту из Game Informer Терри рассказал, что хоть он и не художник, он пытается создать интересную визуальную составляющую для своих игр. Он также упомянул, что в Super Hexagon для него очень много личного.
Композитором Super Hexagon выступила Нив Хьюстон, более известная под псевдонимом Chipzel. Её трек «Courtesy» был использован ещё для прототипа игры, а после решения о его расширении она написала ещё 2 композиции специально для неё. Саундтрек был выпущен как мини-альбом под тем же именем, что и сама игра. Позже в 2015 году он был выпущен на шестиугольных виниловых пластинках тиражом в 1200 штук. Дизайном обложек для пластинок занимался Кори Шмиц.
Игра и её прототип были озвучены журналисткой Дженн Фрэнк. Во время разработки Hexagon Терри попросил кого-нибудь в Твиттере срочно записать несколько слов, и она откликнулась. Для полноценной игры разработчик планировал использовать голос профессионального актёра озвучания, но полученный результат ему не понравился, поэтому он вновь обратился к Дженн.

## Выпуск
Super Hexagon вышла 6 сентября 2012 года на iOS, при этом разработчик думал о возможности выпустить игру для персональных компьютеров или Android. Пока портированная версия игры для ПК была в разработке, другой разработчик, Витторио Ромео, выпустил открытый клон игры для этой же платформы под названием Open Hexagon. Терри Кавана прокомментировал, что он «несколько расстроен тем, что он [Ромео] выпустил игру до того, как» Терри смог закончить порт. Также позже Витторио извинился за произошедшее. Позднее Терри писал: «Действительно круто, что Open Hexagon всё ещё регулярно обновляется». В итоге Super Hexagon вышла в Steam 27 ноября 2012 года. По словам Терри, портирование на персональные компьютеры заняло много времени из-за проблем с производительностью у оригинальной версии на Flash, из-за которых ему пришлось полностью переписать игру на C++.
Версии игры для других платформ вышли позже: для Android — 19 января 2013-го, BlackBerry 10 — 9 февраля, Linux — 27 февраля того же года, Ouya — 29 мая 2014-го. Также Терри продолжил обновлять игру. Так, в ноябре 2015 года Терри при участии другого программиста, Дениэля Россера, перевёл версию игры для iOS с Flash на новый движок. В 2018 также выходило обновление для устройств Apple, ради которого Терри устраивал бета-тестирование. В 2022 году Super Hexagon стала доступна для игры с помощью Steam Deck. Она также получила глобальное обновление, в шутку названное в честь папки «Neo» в корневой папке Doom 3; игра стала использовать Simple DirectMedia Layer, был изменён звуковой движок, а также изменения в рендеринге графики позволили масштабировать изображение в разрешении 4K.
Игра также послужила вдохновением для других разработчиков. Так, Super Hexagon была портирована на Commodore 64 под названием Micro Hexagon. Версия была выполнена двумя инди-разработчиками — Полом Коллером и Миккелем Хастрапом. Маркус Перссон также вдохновлялся Super Hexagon при разработке своей игры Drop.
После выпуска Super Hexagon Терри Кавана продолжил разрабатывать новые игры. Например, в 2014 году вышла Maverick Bird, основанная на Flappy Bird, в 2017 году — Constellation, основной идеей которой является «напиши что-нибудь, посмотри что получится». Она была разработана специально для выставки экспериментальных игр Now Play This, проходившей в Лондоне. В августе 2019 года Терри выпустил Dicey Dungeons в жанре roguelike с элементами построения колоды. Композитором игры снова выступила Chipzel. Она также получила высокие оценки от игровых журналистов, была номинирована на Independent Games Festival и получила «Grand Jury Award» на фестивале IndieCade.
После того как Терри опубликовал исходный код VVVVVV на десятилетний юбилей с её выпуска, к нему поступили предложения сделать то же самое с Super Hexagon. В 10-летний юбилей игры он ответил, что, вероятно, это когда-нибудь произойдёт, так как сама идея ему понравилась, но из-за того, что работа над крупным обновлением всё ещё идёт, заниматься этим не имеет смысла. Вместе с этим Терри поделился скриншотами игры на стадии разработки.

## Восприятие
| Сводный рейтинг    | Сводный рейтинг               |
| Агрегатор          | Оценка                        |
| ------------------ | ----------------------------- |
| GameRankings       | ПК: 93,33 % iOS: 89,00 %      |
| Metacritic         | ПК: 88/100 iOS: 86/100        |
| Иноязычные издания |                               |
| Издание            | Оценка                        |
| Destructoid        | 10/10                         |
| Edge               | 9/10                          |
| Gamezebo           | [ 48 ]                        |
| Hardcore Gamer     | 5/5                           |
| IGN                | 9/10                          |
| Jeuxvideo.com      | 17/20                         |
| PC Gamer (US)      | 90/100                        |
| Pocket Gamer       | [ 50 ]                        |
| TouchArcade        | [ 51 ]                        |
| 148Apps            | [ 52 ]                        |
| Награды            |                               |
| Издание            | Награда                       |
| IGN                | «Лучший мобильный экшен 2012» |
| PC Gamer           | «Выбор редакции»              |

Согласно Metacritic, Super Hexagon получила «в основном положительные отзывы».
Игровой процесс был воспринят положительно. Многие критики хвалят Super Hexagon за то, что геймплей заставляет возвращаться к игре снова и снова за счёт своей простоты и незначимости провала, отличный дизайн и приятное чувство наслаждения, вызываемое новым поставленным рекордом. Destructoid и 148Apps пишут об удобности управления, Pocket Gamer же называет его «резким». Большинство рецензентов хорошо оценили саундтрек.

### Награды и продажи
Игра попала на 25 место в чартах на iPhone: за первые три дня после релиза было продано около 10 000 копий игры, а за первые две недели — около 45 000.
Летом 2018 года, благодаря уязвимости в защите Steam Web API, стало известно, что точное количество пользователей сервиса Steam, которые играли в игру хотя бы один раз, составляет 1 045 138 человек.
| Год  | Награда                           | Категория                                            | Результат | Прим.  |
| ---- | --------------------------------- | ---------------------------------------------------- | --------- | ------ |
| 2013 | BAFTA Games Awards                | «Британская игра 2013»                               | Номинация | [ 57 ] |
| 2013 | Golden Joystick Awards            | «Лучшая инди-игра»                                   | Номинация | [ 58 ] |
| 2013 | Golden Joystick Awards            | «Лучшая игра года для мобильных устройств/планшетов» | Номинация | [ 58 ] |
| 2013 | Independent Games Festival Awards | «Превосходство в дизайне»                            | Номинация | [ 59 ] |